# Fribourg (kanton)

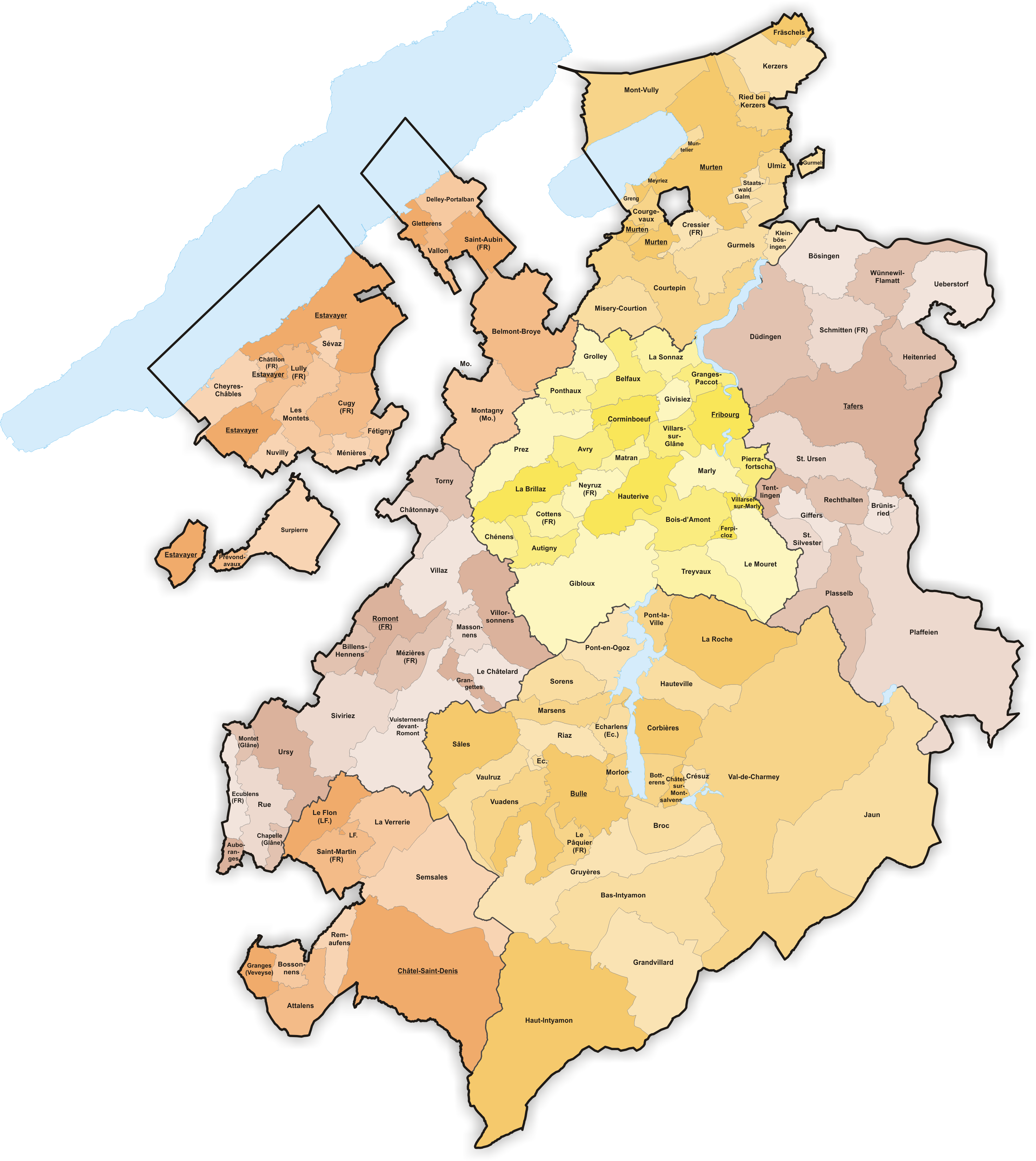
Karta över kantonen Fribourgs kommuner.

Fribourg (tyska: Freiburg lyssna (fil)) är en kanton i västra Schweiz. Kantonens officiella namn är État de Fribourg, på tyska Staat Freiburg, "Staten Fribourg".

## Geografi
Fribourg gränsar i söder och väster till kantonen Vaud samt Bern i öst. Kantonen har även några exklaver i Vaud.
Kantonen Fribourg sträcker sig från Neuchâtelsjön i nordväst till Alpernas förberg i sydost. Däremellan utgörs kantonen av ett kulligt platålandskap. Omkring 1/4 av kantonens yta täcks av skog.

### Indelning
Fribourg är indelat i sju distrikt och 126 kommuner (se Lista över kommuner i kantonen Fribourg).
- Broye – franskspråkigt (18 kommuner)
- Glâne – franskspråkigt (18 kommuner)
- Gruyère – franskspråkigt med en tyskspråkig kommun (Jaun) (25 kommuner)
- Lac/See – fransk- och tyskspråkigt (15 kommuner)
- Sarine – fransk- och tyskspråkigt (26 kommuner)
- Sense –  tyskspråkigt (15 kommuner)
- Veveyse – franskspråkigt (9 kommuner)

## Ekonomi
Den dominerande näringen i kantonen Fribourg är jordbruket. I den norra delen av kantonen dominerar åkerbruk och trädgårdsodling, medan det är vanligare med boskapsskötsel i de bergiga delarna i söder. Ost (bland annat från distriktet Gruyère) och choklad är kända produkter från Fribourg. Kantonens viktigaste industrigrenar är trä- och livsmedelsindustri.

## Demografi
Kantonen Fribourg hade 325 496 invånare (2020). Kantonen är tvåspråkig, med en fransktalande majoritet.
| Talade språk i Fribourg (2019)                             | Talade språk i Fribourg (2019) | Talade språk i Fribourg (2019) | Talade språk i Fribourg (2019) | Talade språk i Fribourg (2019) |
| ---------------------------------------------------------- | ------------------------------ | ------------------------------ | ------------------------------ | ------------------------------ |
|                                                            |                                |                                |                                |                                |
|                                                            |                                |                                |                                |                                |
| Tyska                                                      | Tyska                          |                                | 25,4 %                         | 25,4 %                         |
| Franska                                                    | Franska                        |                                | 68,5 %                         | 68,5 %                         |
| Italienska                                                 | Italienska                     |                                | 2,4 %                          | 2,4 %                          |
| Engelska                                                   | Engelska                       |                                | 3,3 %                          | 3,3 %                          |
| Övriga                                                     | Övriga                         |                                | 17,7 %                         | 17,7 %                         |
| Möjlighet fanns att välja upp till tre stycken huvudspråk. |                                |                                |                                |                                |